# Prionoribatella impar
Prionoribatella impar är en kvalsterart som beskrevs av Aoki 1976. Prionoribatella impar ingår i släktet Prionoribatella och familjen Oribatellidae. Inga underarter finns listade i Catalogue of Life.